# Reifenmodell
Ein Reifenmodell ist eine spezielle Anwendung der Mehrkörpersimulation (MKS) zur Untersuchung der Fahrzeugdynamik.

## Motivation
Der Reifen nimmt innerhalb des Fahrwerks eine herausragende Rolle hinsichtlich der Fahrdynamik des Fahrzeugs ein. Er ist vorstellbar als ein Körper (Mehrkörpersystem), der über ein komplexes Gelenk mit der Fahrbahn verbunden ist. Der Reifen stellt damit das kraftübertragende Bindeglied zwischen Fahrzeug und Fahrbahn dar.
In der Fahrdynamiksimulation ist man stets auf ein Reifenmodell angewiesen, da wegen der vielen Einflussgrößen keine messtechnische Erfassung in allen Betriebspunkten möglich ist. Die wesentlichen Einflussgrößen sind:
- Schräglaufwinkel
- Schlupf
- Radlast
- Sturz
- Fahrgeschwindigkeit
- Fahrbahnbeschaffenheit.

Hinzu kommen weitere wie Luftdruck, Profiltiefe, ....
Entsprechend dem Einsatzgebiet des Reifenmodells (Pkw, Land- und Baumaschinen, On-/Offroad) sind bestimmte Reifeneigenschaften besonders wichtig:
- Stationäre Reifeneigenschaften bei Pkw-Reifen (z. B. Seitenkraft-Schräglaufwinkel- oder Umfangskraft-Schlupf-Verhalten)
- Instationäre Reifeneigenschaften (Reifeneinlaufverhalten).
- Federungs- und Dämpfungseigenschaften des Reifens; Filterung von Bodenunebenheiten
- Schwingungseigenschaften
- Profilgestaltung der Lauffläche hinsichtlich Traktions- oder Wasserverdrängungsvermögen.

Dies begründet die Entwicklung unterschiedlicher Reifenmodelle.

## Klassifizierung

### Fahrdynamikmodelle
- Hohenheimer Reifenmodell (physikalischer Ansatz[1])
- Magic Formula Tyre
- TameTire (semi-physikalischer Ansatz)
- TMeasy (semi-physikalischer Ansatz)

### Komfortmodelle
- BRIT (Brush and Ring Tyre)
- CDTire (Comfort and Durability Tire)
- Ctire (Comfort tire)
- Dtire (Dynamical Nonlinear Spatial Tire Model)
- FTire (Flexible Structure Tire Model)
- RMOD-K (Comfort and Durability Tire)
- SWIFT (Short Wavelength Intermediate Frequency Tyre)

### Vergleich
Während bei Fahrdynamikmodellen die Kennlinien von Reifen zunächst auf einem Prüfstand gemessen und danach im Modell möglichst genau nachgebildet werden (empirischer Ansatz), basiert die physikalische Modellbildung (Komfortmodell) auf der Kenntnis des genauen physikalischen Entstehungsmechanismus der Reifenkräfte, was längere Rechenzeiten zur Folge hat. Allerdings gibt es inzwischen sogar echtzeitfähige physikalische Reifenmodelle.
Ein weiterer Unterschied besteht darin, dass Fahrdynamikmodelle zur Nachbildung stationärer und instationärer Reifeneigenschaften im fahrdynamischen Frequenzbereich bis 20 Hz geeignet sind (Modellierung niederfrequenter Kräfte und Verformungen). Im Gegensatz dazu vermögen Komfortmodelle die Darstellung hochdynamischer Fahrzustände von 80 Hz und mehr (z. B. Vibrationen auf unebenem Untergrund). Dadurch ist auch eine Vorhersage von nicht messtechnisch gestützten Betriebspunkten möglich.
Je nach Aufgabenstellung ist das Reifenmodell auszuwählen, das den besten Kompromiss aus Rechenzeit und Leistungsfähigkeit erzielt.

## Parametrisierung und Verifizierung
Da jedes Reifenmodell lediglich so genau ist, wie die eingegebenen Parameter es ermöglichen, ist die Parametrisierung des Reifenmodells von großer Bedeutung. Die Ermittlung der Parameter erfolgt an Reifenprüfständen, die auch für die Verifizierung des Modells eingesetzt werden. Ein Reifenprüfstand kann als Trommel- oder Flachbandprüfstand ausgeführt sein. Des Weiteren werden mobile Prüfstände eingesetzt. Hierbei wird die Mess-, Belastungs- und Verstellvorrichtung auf einen LKW oder Sattelauflieger montiert, das zu messende Rad läuft darunter auf der Straßenoberfläche.
Bei Trommelprüfständen rollt der Reifen außen oder innen (Innentrommelprüfstand) an einer Trommel. Dabei muss die Trommel hinreichend groß sein, da sonst ihre Rundung die Messergebnisse zu sehr beeinflusst; als Faustregel gilt ein Faktor von 6 × Reifenradius. Bei Flachbandprüfständen rollt das Rad auf einem Stahlband ab, das auf einer geschmierten Unterlage gleitet, so dass die Kontaktfläche nicht gewölbt ist. Sowohl die Trommel- als auch die Flachbandprüfstände sind in der Regel mit einer korundartigen Oberfläche versehen, die dem Straßenbelag ähnelt. Die Prüfstände benötigen verhältnismäßig hohe Leistungen, um die hohen zu messenden Kräfte dynamisch zu erzeugen. Es werden die vertikalen, longitudinalen und lateralen Kräfte gemessen, sowie Drehmomente um alle drei Achsen des radfesten Koordinatensystems.
Dynamisch gemessene Kräfte können für die Bestimmung von Steifigkeiten und Dämpfungen des Reifens herangezogen werden. Längskraft- und Seitenkraftverhalten werden bei verschiedenem Schlupf bzw. Schräglaufwinkel gemessen.
Die gewonnenen Parameter werden anschließend in das jeweilige Reifenmodell eingesetzt. Die Prüfstände werden auch zur Verifizierung der Reifenmodelle eingesetzt, indem weitere Versuche durchgeführt werden, deren Ergebnisse als Referenz für das Reifenmodell dienen. Dabei wird zwischen den stationären Kennlinien und dem dynamischen Reifenverhalten unterschieden.
Durch die Verformung der Reifen ergibt sich eine Verzögerung im Kraftaufbau, die besonders bei großvolumigen und weichen Reifen eine Rolle spielt, z. B. bei den Reifen von Ackerschleppern.
Reifenprüfstände, z. B. Trommelprüfstände, bilden die Verhältnisse auf der Straße nur angenähert nach, ihre Ergebnisse sind somit nur eingeschränkt zur Validierung geeignet. Eine gewisse Ausnahme hierbei bilden 'physikalische' Reifenmodelle wie FTire, CDTire und Rmod-K, die in der Lage sind, zumindest die Geometrie der Prüfstände nachzubilden und so eine Fehlerkorrektur vorzunehmen, z. B. beim gemessenen Reifenrückstellmoment. Problematisch bleiben Randbedingungen der Messung, die zu überhöhten Temperaturen und Verschleiß führen.